# Rekspanning
- 1: Treksterkte σUTS
- 2: Vloeigrens σY
- 3: Breuk
- 4: Verstevigings-gebied
- 5: Insnoerings-gebied
- A: Nominale spanning (F/A0)
- B: Ware spanning (F/A)
- rood: Nominale curve
- blauw: Ware curve

Axiale rekspanning.

Rekspanning, trekspanning of extensiespanning is een mechanische spanning die tot uitrekking of expansie van een materiaal leidt. De lengte van het materiaal kan toenemen tot de treksterkte van het materiaal wordt overschreden, waarna het breekt.
In een homogene staaf waaraan aan beide kanten wordt getrokken wordt de extensiespanning gegeven door:
{\displaystyle \sigma ={\frac {F}{A}}}
waarin {\displaystyle \sigma } de extensiespanning is, {\displaystyle F} de kracht waarmee aan de staaf getrokken wordt (de trekkracht) en {\displaystyle A} de oppervlakte van de doorsnee van de staaf.
Zoals bij alle spanningen is de eenheid voor extensiespanning de pascal (afgekort Pa, 1 Pa = 1 N/m²). Een trekspanning wordt meestal positief genoteerd, aangezien een verlenging van een materiaal (door er bijvoorbeeld aan te trekken) resulteert in een positieve rek en dus ook een positieve spanning. In een driedimensionale spanningstoestand is de richting van de trekspanning de kleinste spanningsrichting. Omdat de drie ruimtelijke componenten van de spanning worden genoteerd op volgorde van grootte, wordt de rekspanning altijd als σ3 genoteerd.
Veel eigenschappen van een materiaal kunnen worden afgeleid uit een trekproef. In zo'n experiment wordt een voorwerp van het materiaal met constante snelheid van vervorming uitgerekt, terwijl de benodigde spanning wordt gemeten. Deze wordt uitgezet in een spanning-rekdiagram.